# Joe Seo
Joe Seo (San Francisco, Kalifornia, 1990. július 31. –) amerikai színész.
Legismertebb szerepe Kyler Park a Cobra Kai (2018-napjainkig) című websorozatból.

## Pályafutása
2016-ban kezdte meg színészi pályafutását, amikor eljátszotta a Spa Night című dráma főszereplőjét, amiért Seo a Sundance Filmfesztiválon megnyerte a Special Jury-díjat az áttörő alakításáért. Emellett  szerepelt a The Vampyr Resistance Corps, a Message from the King, illetve a The Bird Who Could Fly című produkciókban.
Jelenleg ő Kyler Parkot játssza a 2018 óta futó Cobra Kai című websorozatban, ami a Karate kölyök-filmek folytatása.

## Filmográfia

### Film
| Év   | Magyar cím | Eredeti cím            | Szerep    | Megjegyzések |
| ---- | ---------- | ---------------------- | --------- | ------------ |
| 2016 |            | Spa Night              | David Cho |              |
| 2016 |            | Message from the King  | Sam       |              |
| 2017 |            | The Bird Who Could Fly | Arthur    | rövidfilm    |

### Televízió
| Év          | Magyar cím | Eredeti cím                 | Szerep     | Megjegyzések                                                 |
| ----------- | ---------- | --------------------------- | ---------- | ------------------------------------------------------------ |
| 2018        |            | The Vampyr Resistance Corps | Tikaani    |                                                              |
| 2018, 2021- | Cobra Kai  | Cobra Kai                   | Kyler Park | mellékszereplő (1., 3-6. évad), magyar hangja: Csiby Gergely |

## Díjak
| Év   | Díj                    | Kategória                              | Színészi munka | Eredmény |
| ---- | ---------------------- | -------------------------------------- | -------------- | -------- |
| 2016 | Sundance Filmfesztivál | Special Jury-díj az áttörő alakításért | Spa Night      | nyert    |
| 2017 | L. A. Outfest          | Grand Jury-díj az áttörő alakításért   | Spa Night      | nyert    |